# Eidfjord
Eidfjord là một đô thị ở hạt Hordaland, Na Uy.